# Numero piramidale ettagonale
Un numero piramidale ettagonale è un numero figurato che rappresenta una piramide a base ettagonale. L'n-esimo numero piramidale ettagonale è dato dalla somma dei primi n numeri ettagonali, che può essere espressa con la formula
{\displaystyle {\frac {n(n+1)(5n-2)}{6}}}
I primi numeri piramidali ettagonali sono:
1, 8, 26, 60, 115, 196, 308, 456, 645, 880, 1166, 1508, 1911, 2380, 2920, 3536, 4233, 5016, 5890, 6860, 7931, 9108 (sequenza A002413 dell'OEIS).
La funzione generatrice per i numeri piramidali ettagonali è
{\displaystyle {\frac {x(4x+1)}{(x-1)^{4}}}}